# Robson Severino da Silva
Robson Severino da Silva (Recife, Brasil, 10 de julio de 1983), exfutbolista brasilero. Jugaba de defensa y su últimol equipo fue el Beveren de la Primera División de Bélgica. 

## Clubes
| Club                 | País     | Año       |
| -------------------- | -------- | --------- |
| Mogi Mirim EC        | Brasil   | 2005      |
| AO Itabaiana         | Brasil   | 2006      |
| Gondomar Sport Clube | Portugal | 2006-2007 |
| Vitória Setúbal      | Portugal | 2007-2009 |
| CS Marítimo          | Portugal | 2009-2012 |
| Oud-Heverlee Leuven  | Bélgica  | 2012-2014 |
| Beveren              | Bélgica  | 2014-2015 |